# К-5 (ракета)
К-5 (РС-1У — реактивный снаряд первый управляемый или Изделие ШМ, по классификации МО США и НАТО: AA-1 Alkali — «Щелочь») — советская управляемая ракета класса «воздух-воздух» с радиокомандной системой наведения. Разработана в ОКБ-2 МАП СССР, под руководством Д. Л. Томашевича. Разработка К-5 началась в 1951 году.

## История разработки
Работы по созданию первой системы управляемого ракетного вооружения для истребителей-перехватчиков начались в КБ-1 почти за год до выхода официального постановления Совета Министров СССР от 1 апреля 1952 года. К-5 изначально задумывалось как достаточно компактное оружие, чтобы его можно было разместить на истребителе МиГ-15, причём предполагалось что истребитель будет нести четыре ракеты, что должно было обеспечить большую вероятность поражения цели. В несекретных документах ракета получила обозначение «ШМ».
НИИ-17 занялся разработкой радиолокационной станции (РЛС) для системы вооружения К-5. В очень короткий срок, на базе РЛС РП-1У «Изумруд» для всепогодных модификаций истребителей МиГ-15 и МиГ-17, была создана РЛС РП-2У «Изумруд-2», которая в различных модификациях устанавливалась на МиГ-17, МиГ-19 и первых серийных Як-25.
Первый автономный пуск «ШМ» с МиГ-17П (СП-6) состоялся 8 октября 1953 года в районе полигона Владимировка, в Астраханской области. Пуски «ШМ» по самолётам-мишеням начались в марте 1955 года, и уже 8-го числа была поражена первая мишень.
После принятия на вооружение в 1956 году система получила наименование С-1-У, самолёт — МиГ-17ПФУ, а сама ракета — РС-1У (сокр. реактивный снаряд первый, управляемый). Четыре ракеты РС-1У (изделия «М») размещались на пусковых устройствах АПУ-3 с замками-держателями 369-Ш.
В соответствии с декабрьским правительственным Постановлением 1954 года 40 ракетоносцев МиГ-17ПФУ (СП-15) выпустили в 1956 году на заводе № 21 в Горьком. В 1956 году провели войсковые испытаний, завершив их с положительными результатами.
Ещё одним носителем новой системы вооружения стал двухдвигательный перехватчик Як-25. Количество этих перехватчиков было крайне мало — упоминается лишь одна группа ракетоносцев Як-25, базировавшаяся на восточном побережье Каспийского моря, у Красноводска.
Для истребителя МиГ-19 была разработана усовершенствованная ракета К-5М, с увеличенной площадью крыльев, улучшенной устойчивостью, увеличенными топливным зарядом и запасами сжатого газа для рулевых приводов и большей боевой частью. К-5М представили на испытания весьма оперативно — уже весной 1956 года во Владимировке состоялись её первые пуски с истребителя МиГ-19 (СМ-2М).
После принятия системы на вооружение по постановлению ЦК КПСС и Совета Министров СССР № 1343—619сс от 28 ноября 1957 года она получила обозначение С-2-У, ракета — РС-2У. На горьковском заводе № 21 носитель запустили в серию под обозначением МиГ-19ПМ («изделие 65»), выпустив 369 самолётов с 1956 по 1960 год.
Уже во второй половине 1950-х годов система К-5 рассматривалась как устаревшая и не планировалась к применению на перспективных самолётах. Однако, обстоятельства сложились так, что с некоторыми доработками она стала основой вооружения Су-9 — наиболее скоростного и высотного советского перехватчика первой половины 1960-х годов. Этот вариант К-5 получил обозначение К-51 (изделие «ИС»), но в ряде документов использовалось обозначение К-5МС.
Ещё до оформления Постановления решением Военно-промышленной комиссии № 12 от 3 марта 1958 года было задано переоборудование под комплекс К-51 одного из первых серийных Т-3 (заводской № 0103), а также изготовление на заводе № 153 ещё трёх ракетоносцев с представлением на испытания в мае-июле. В мае 1958 года лётчик-испытатель В. И. Ильин поднял в воздух первый носитель системы К-51 — самолёт Т-43-2, переделанный для этих испытаний из ПТ-8. Под крылом суховского носителя ракеты размещались на пусковых устройствах АПУ-19 (внутренняя пара) и АПУ-20 (внешняя пара). В ходе летных испытаний К-51 в составе Т-3 удалось подтвердить возможность применения ракет в диапазоне высот от 7 до 20 км, а также выполнить автономные пуски на высотах до 23 км. В соответствии с Постановлением от 10 октября 1960 года № 1108—460 авиационно-ракетный комплекс перехвата Т-3-51 с принятием на вооружение получил обозначение Су-9-51, самолёт — Су-9, РЛС ЦД-30 — РП-9, ракета К-51 — РС-2УС. Вскоре после принятия на вооружение в составе Су-9, РЛС ЦД-30 в варианте ЦД-З0Т (РП-21) нашла применение и на более крупносерийном самолёте — МиГ-21ПФ. После того как разработка Р-3 с радиолокационной ГСН затянулась, было решено вооружить МиГ-21 ракетами РС-2УС. Этими ракетами были вооружены модификации МиГ-21ПФМ и МиГ-21С.
В 1963 году проводились испытания по применению ракеты РС-2УС по наземным целям. Такой вариант применения был признан возможным, но нецелесообразным из-за малой точности ракеты и слабой боевой части.
Ракеты семейства К-5 выпускались также и в Китае, где их производство под наименованием PL-1 осуществлялось в соответствии с переданной в конце 1950-х годов лицензией. В конце 1990-х годов на основе РС-2У в Польше была создана ракета-мишень для тренировки расчётов зенитных ракетных комплексов.

## Модификации и носители
- К-5 (РС-1У) — базовый серийный вариант. МиГ-17ПФУ был вооружён четырьмя ракетами РС-1УС, как и Як-25К.
- К-5М (РС-2У) — усовершенствованные ракеты для истребителей МиГ-19ПМ и МиГ-19ПМЛ.
- К-5С — К-5 с увеличенной боевой частью, в серию не пошла.
- К-5МС (К-51, РС-2УС) — последний серийный вариант К-5, этими ракетами вооружались Су-9, МиГ-21ПФМ,МиГ-21М, МиГ-21МФ.
- К-55 (Р-55, «изделие 67») — модернизированный вариант РС-2УС с помехозащищённой тепловой ГСН и дополнительной БЧ в хвостовой части, разрабатывался ОКБ «Звезда» с 1957 года.[1]
- PL-1 (кит. трад. 霹靂一號, упр. 霹雳一号, пиньинь Pī lì yī hào, палл. Пи ли и хао, буквально Удар грома 1) — китайская копия К-5 производившаяся по лицензии.

## Тактико-технические характеристики

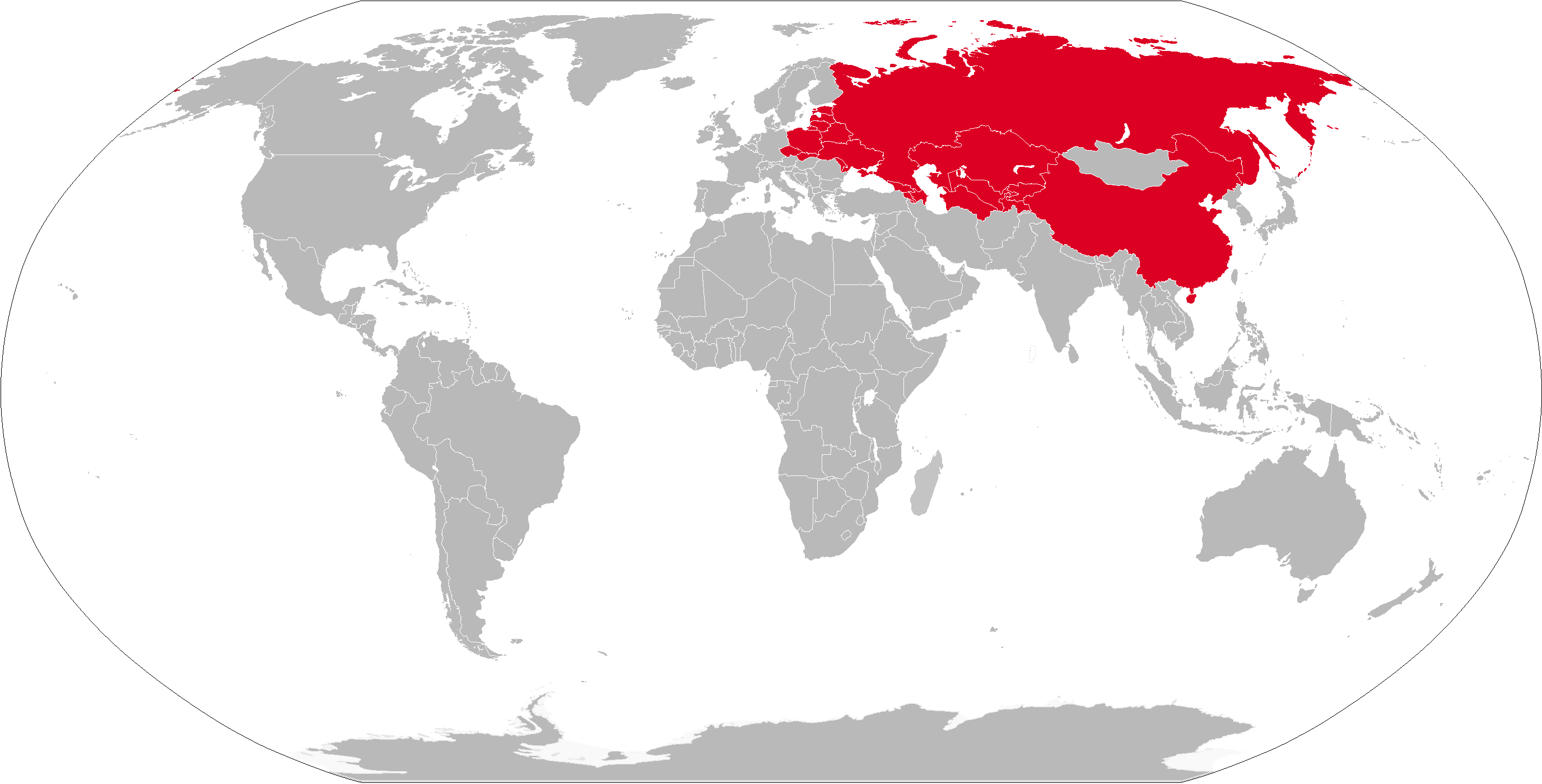
Операторы К-5 помечены красным

| Модификация                        | РС-1У                              | РС-2У                              | РС-2УС                                               | Р-55                                              |
|                                    | изделие «ШС» AA-1 Alkali           | изделие «И» AA-1A Alkali           | изделие «ИС» AA-1A Alkali                            | изделие «67» AA-1B Alkali                         |
| ---------------------------------- | ---------------------------------- | ---------------------------------- | ---------------------------------------------------- | ------------------------------------------------- |
| Принятие на вооружение             | 1956                               | 1957                               | 1960                                                 | 1972                                              |
| Самолёты-носители/боекомплект      | МиГ-17ПФУ/4, Як-25К/?, МиГ-19ПМ/4  | МиГ-19ПМ/4                         | МиГ-19ПМУ/4, Су-9/2-4, МиГ-21ПФМ/Р/МФ/?              | МиГ-21ПФМ/С/?, Су-9/2-4 (Миг-21бис, Су-9, Су-15)  |
| Пусковое устройство                | АПУ-3                              | АПУ-4                              | АПУ-4, АПУ-19 (внутренние) и АПУ-20 (внешние), АПУ-7 | АПУ-68УМ                                          |
| Зона поражения по дальности, км    | 2-3                                | 2-5,2 (реально 1,5-3,5, 2,5-3,5)   | 2-6 (2,5-3,5)                                        | 1,2-10 (1,2-2,8)                                  |
| Зона поражения по высоте, км       | 5-10                               | 0,7-16 (2,5-16,5)                  | 5-20 (2,5-16,5/20,5)                                 | 0-22                                              |
| Скорость поражаемой цели, км/ч     | 1600                               | 1600                               |                                                      |                                                   |
| Длина ракеты, м                    | 2,35                               | 2,45 (2,494)                       | 2,5                                                  | 2,76                                              |
| Диаметр корпуса, мм                | 200                                | 200                                | 200                                                  | 200                                               |
| Размах крыла, м                    | 0,55                               | 0,65                               | 0,654                                                | 0,65                                              |
| Стартовая масса, кг                | 74,3                               | 82,6 (82,2)                        | 82,7                                                 | 91,1                                              |
| Время управляемого полёта, сек.    |                                    |                                    |                                                      |                                                   |
| Максимальная скорость, м/с         | 800                                | 800                                | 800                                                  | 800                                               |
| Допустимая перегрузка при пуске, g |                                    |                                    |                                                      |                                                   |
| Перегрузка перехватываемой цели, g |                                    |                                    |                                                      |                                                   |
| Боевая часть                       | ОФБЧ 9,25 кг (11,35)               | 13 кг (13,5)                       | 13 кг                                                | Две ОФБЧ (передняя и хвостовая), 8,6 кг           |
| Система наведения                  | по радиолучу самолётной РЛС        | по радиолучу самолётной РЛС        | по радиолучу самолётной РЛС                          | ИК ГСН C-59                                       |
| Взрыватель                         | неконтактный радиовзрыватель РВ-1У | неконтактный радиовзрыватель РВ-2У |                                                      | неконтактый оптический НОВ-55 «Роза» ИК-диапазона |
| Двигательная установка             | РДТТ тягой 1340 кгс                |                                    |                                                      |                                                   |

## Операторы

### Бывшие
- СССР: К-5, в 1967 полностью заменена К-55, оставалась на вооружении до начала 70х годов.
- Венгрия: РС-2УС
- Китай: копия К-5, обозначаемая PL-1
- Польша: РС-2У и РС-2УС
- Чехословакия: РС-2У и РС-2УС.